# 倫基夫克魯赫
51°29′19″N 30°58′32″E / 51.48861°N 30.97556°E
伦基夫克魯赫（羅馬化：Lenkiv Kruh）是烏克蘭北部切爾尼希夫州切爾尼希夫區米哈伊洛-科秋宾斯凯市镇的村莊。始建於1925年，面積0.4平方公里，海拔高度150米，2001年人口114，人口密度每平方公里285人。